# Австрия на «Евровидении-1963»
Австрия принимала участие в Евровидении 1963, проходившем в Лондоне, Великобритания. На конкурсе её представляла Кармела Коррен с песней «Vielleicht geschieht ein Wunder», выступившая под номером 4. В этом году страна седьмое место, получив 16 баллов. Глашатаем конкурса от Австрии в этом году стал Эмиль Колльпахер, а комментатором — Ганнс Йоахим Фридрихс (ORF).
Композиция была написана на двух языках, английская версия песни имеет иной текст.
Кармелла Коррен выступала в сопровождении дирижёра Эрвина Халлеца.

## Страны, отдавшие баллы Австрии
Каждая страна присуждала от 1 до 5 баллов пяти наиболее понравившимся песням.
| Отдали Австрии…          | Отдали Австрии… | Отдали Австрии… | Отдали Австрии… |
| 4 балла                  | 3 балла         | 2 балла         | 1 балл          |
| ------------------------ | --------------- | --------------- | --------------- |
| Финляндия Великобритания | Швеция          | Бельгия Франция | Дания           |

## Страны, получившие баллы от Австрии
| 5 баллов | Швейцария |
| 4 балла  | Бельгия   |
| 3 балла  | Дания     |
| 2 балла  | Франция   |
| 1 балл   | Монако    |